# وجود
هستی یا وجود (به انگلیسی؛ Being و به یونانی؛ Είναι و به عربی؛ کینونة) که همگی به معنای وجود هستی و به‌طور کلی از بودن تمام اشیاء صحبت می‌کند، وجود از مفاهیم و شاخه‌های اصلی فلسفه است که برخی آن را به معنای هستی یا وجود مادی یا غیرمادی هر چیزی می‌دانند. هستی مفهومی است که تمام ویژگی‌های عینی و ذهنی را شامل می‌شود. نخستین تلاش برای شناخت و تعریف مفهوم وجود توسط پارمنیدس انجام شد. او وجود را به «آنچه که هست» تعریف و به عنوان اصیل معرفی می‌کند. به همین دلیل برخی او را پایه‌گذار تفکر متافیزیکی و اونتولوژی در غرب دانسته‌اند.

## تعریف
در منطق شرایطی برای تعریف مطرح شده است، از جمله آنان قاعده‌ای است که می‌گوید «معرِّف باید اجلی از معرَّف باشد» یعنی آنچه که در تعریف چیزی می‌آید باید مشخص‌تر از خود آن باشد تا بتواند باعث شناخت آن چیز شود وگرنه فایده‌ای نخواهد داشت. از آنجا که فلاسفه در تعریف وجود عبارتی را برای شناختن آن پیدا نکردند، آن را بی‌نیاز از تعریف شمرده‌اند و معتقدند که وجود قابل تعریف حقیقی نیست زیرا او از روشن‌ترین و بدیهی‌ترین مفاهیم است. گرچه می‌توان وجود را به «چیز» تعبیر کرد، اما در حقیقت، وجود، هستی بخش چیزهاست. برخی وجود را به نور تشبیه کرده‌اند، چراکه نور به هرچه که بتابد آن را مشخص و روشن می‌کند.

## مشترک لفظی یا معنوی
این که وجود مشترک لفظی است یا معنوی. از بحث‌های مهم در فلسفه اسلامی شمرده شده. عمده فیلسوفان معتقدند وجود مشترک معنوی است یعنی وجود یک معنا بیشتر ندارد ولی مصادیق گوناگونی دارند و با یک معنا بر همه آن‌ها صدق می‌کند. در مقابل عده ای نظیر ابوالحسن اشعری وجود را مشترک لفظی بین موجودات می‌داند به این معنا که آنچه مثلاً از وجود داشتن یک درخت فهمیده می‌شود غیر از وجود داشتن یک نیمکت است.

## جایگاه وجود در فلسفه
در فلسفه اسلامی پس از رد سفسطه و اثبات واقعیت، فیلسوف به‌دنبال شناخت وجود حقیقی از غیر حقیقی است از این جهت وجود موضوع فلسفه و تمییز وجود حقیقی از غیر حقیقی، هدف فلسفه دانسته شده است.
ماتریالیسم بر این عقیده است که تنها چیزی که در جهان وجود دارد ماده و انرژی است و همه چیز از ماده درست شده است، هر فعلی احتیاج به انرژی دارد و هر پدیده‌ای از جمله آگاهی انسان، ناشی از برهمکنش ماده است. ماتریالیسم دیالکتیکی بین موجود و وجود تفاوتی قائل نمی‌شود و آن را به صورت حاق واقع صورت‌های گوناگون ماده توصیف می‌کند.
ایدئالیسم بر این باور است که تنها چیزی که وجود دارد افکار و ایده‌ها است و جهان مادی در مرتبهٔ ثانویه قرار دارد. در ایدئالیسم، وجود گاهی از تعالی متمایز می‌شود که به معنای قادر بودن به رفتن ورای حد و مرزهای وجود است. خردگرایی که نوعی معرفت‌شناسی ایدئالیستی است، وجود را به عنوان چیزی قابل ادراک و عقلانی می‌بیند به‌طوری که همه‌چیز از زنجیره‌ای منطقی درست شده‌اند، تصویر هر چیزی در ذهن برای وجود آن لازم است و تمام پدیده‌ها (از جمله معرفت به نفس ناشی از درک اثر جهان ناپدیدارهاست که ورای ماهیت اشیاء قرار دارد.
تعریف دقیق وجود یکی از مهم‌ترین و بنیادی‌ترین موضوعات در هستی‌شناسی، بررسی فلسفی ماهیت وجود یا واقعیت به‌طور کلی، همچنین طبقه‌بندی‌های هستی و روابط آنها است. به‌طور سنتی به عنوان یکی از شاخه‌های اساسی فلسفه به نام مابعدالطبیعه، هستی‌شناسی با این سؤالات سر و کار دارد که چه چیزهایی وجود دارند یا می‌توان گفت که وجود دارند و چطور می‌توان این چیزها را نسبت به شباهت‌ها و تفاوت‌هایشان دسته‌بندی و طبقه‌بندی کرد.

## مفهوم وجود در طول تاریخ
در سنت فلسفهٔ غرب، جزو اولین بررسی‌های جامع این موضوع می‌توان به کارهای افلاطون و کتاب مابعدالطبیعهٔ ارسطو اشاره کرد ولی قبل از اینها نیز فیلسوفان دیگری روی این موضوعات کارهای جسته گریخته‌ای کرده بودند. ارسطو یک نظریهٔ کاملی از وجود شرح و بسط داد که بر اساس آن تنها وجودات مفرد به نام ماده باید وجود کامل داشته باشد (قائم به ذات باشد) ولی چیزهای دیگر مانند روابط، کمیت، زمان، مکان که به آنها مقولات گفته بود، قائم به ذات نیستند بلکه قائم به غیر هستند. در کتاب مابعدالطبیعهٔ ارسطو، به علل اربعه اشاره می‌شود که شامل علل مادی، صوری، فاعلی و غایی هستند.
نوافلاطونیان و برخی از فلاسفهٔ مسیحی اولی استدلال کردند که آیا وجود هیچ واقعیتی خارج از علم خداوند دارد یا خیر؟ خیلی‌ها بر این عقده بودند که وجود فقط یک توهم و سایه است و دنیا، جسم و شیطان تنها برای آن وجود دارند که انسان‌های ضعیف را از خداوند دور کنند.
در فلسفهٔ هندو، لفظ ادوایتا به این مفهوم اشاره دارد که خود حقیقی یا اتمان با بالاترین مرتبهٔ حقیقت مابعدالطبیعی (برهمن) یکی است. اوپانیشادها کائنات و تجربهٔ انسان را به صورت یک بازی دوجانبه بین پروشا (قوانین ازلی لایتغیر و آگاهی) و پراکرتی (دنیای فانی دائم التغییر، طبیعت) توصیف می‌کنند. اولی خود را به صورت آتمان (خود یا روح) و دیگری به صورت مایا جلوه می‌کند. اوپانیشادها از علم آتمان به عنوان علم واقعی (ویدیا) و از علم مایا به عنوان علم غیر حقیقی (آویدیا) یاد می‌کند.
توماس آکوییناس فیلسوف قرون وسطی استدلال می‌کند که خدا وجود خالص است و در خدا وجود و ماهیت یکی هستند. تقریباً در همان زمان فیلسوف نومینالیست ویلیام اکهام استدلال کرد که مقولات وجود مستقل ندارند و وجودشان قائم به وجود مصادیقشان است.

## اصالت وجود
پس از انکار و رد سفسطه و اثبات مشترک معنوی بودن وجود، بحث اصالت وجود مطرح می‌شود. مطابق اصالت وجود، وجود اشیاء است که واقعیت دارد و اثر گذار و اثر پذیر است نه ماهیت آن‌ها.

## وجود ذهنی و خارجی
یکی از تقسیمات وجود، تقسیم آن به وجود ذهنی و وجود خارجی است. وجود خارجی همان وجود موجودات است که انسان در اطراف و پیرامون خود آن را درک می‌کند و از آنها تأثیر می‌پذیرید و در آن‌ها تأثیر می‌گذارد ولی وجود ذهنی همان علم به اشیاء (صورت‌هایی که در ذهن حاصل می‌شود) است.

## واجب‌الوجود
هر چیزی که وجود دارد، از دو حال خارج نیست: یا وجودش واجب یا ممکن بوده. واجب الوجود به معنای موجودی است که برای وجودش نیازی به دیگری ندارد. برخلاف ممکن الوجود که وجودش وابسته به واجب الوجود است. فیلسوفان مسلمان معتقدند که مفهوم واجب‌الوجود، در جهان خارج فقط یک مصداق دارد، و آن مصداق، همان الله است.

## رویکردهای مدرن
طبق نظر برتراند راسل در کتاب نظریهٔ توصیفات، واژهٔ نفی در یک جملهٔ مفرد می‌تواند هر دو نقش وسیع یا محدود به خود بگیرد. ما بین دو حالت تمایز قائل هستیم: «برخی از S متعلق به P نیست» (که نفی حالت محدود ایجاد می‌کند)، و «این‌طور نیست که برخی از S متعلق به P است» (که این حالت وسیع را در نظر می‌گیرد).